# Carupella
Carupella is een geslacht van kreeftachtigen uit de klasse van de Malacostraca (hogere kreeftachtigen).

## Soorten
- Carupella banlaensis Tien, 1969
- Carupella epibranchialis Zarenkov, 1970
- Carupella natalensis Lenz in Lenz & Strunck, 1914